# کاسپر فابر
کاسپر فابر (انگلیسی: Kaspar Faber؛ ۳۱ مارس ۱۷۳۰ – ۱۷۸۴ (۵۳−۵۴ سال)) کارآفرین و نجار اهل آلمان و بنیانگذار شرکت مشهور نوشت‌افزار فابر-کاستل بود.